# Bejucal de Ocampo
Bejucal de Ocampo är en kommun i Mexiko.   Den ligger i delstaten Chiapas, i den sydöstra delen av landet, 900 km sydost om huvudstaden Mexico City.
Följande samhällen finns i Bejucal de Ocampo:
- Reforma
- El Pino
- El Molino
- La Hacienda
- El Cercadillo
- La Nueva Libertad
- El Caballete
- Las Tablas
- Las Pilas del Sicil
- Altamirano
- El Triunfo
- La Soledad
- Nuevo Parralito
- Justo Sierra
- El Limón